# František Palacký

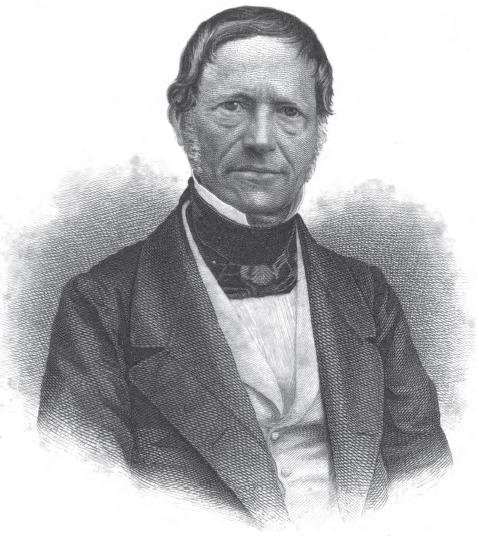
Retrat de František Palacký de 1862.

František Palacký (14 de juny de 1798, Hodslavice - 26 de maig de 1876, Praga) fou un historiador i polític txec.

## Biografia
Els seus avantpassats havien estat membres de la comunitat dels Germans Bohemis i en secret havien mantingut les seves creences protestants durant els períodes de persecució religiosa, i finalment s'havien unit a la Confessió d'Augsburg, la més aproximada a la seva fe original. El pare de František era un mestre d'escola i un home de certa cultura. Envià el seu fill el 1812 al Liceu Evangèlico-luterà de Bratislava, on es posà en contacte amb el filòleg Pavel Josef Šafárik i començà a estudiar les llengües eslaves. Arribà a dominar 11 llengües i coneixia parcialment d'altres.
Després d'alguns anys d'ensenyament privat, Palacký s'instal·là el 1823 a Praga, on travà una profunda amistat amb Jozef Dobrovský, les bones relacions del qual amb les autoritats austríaques el protegiren de l'hostilitat del govern envers els estudiants nacionalistes eslaus. Dobrovský el presentà al comte Sternberg i al seu germà Francis, que havien assumit un interès entusiasta per la història bohèmia. El comte Francis era el fundador principal de la Societat del Museu de Bohèmia, dedicat a la conservació de documents referents a la història de Bohèmia, amb l'objectiu de revifar el sentiment nacional mitjançant l'estudi dels registres històrics.
L'interès públic per la història bohèmia fou estimulat des del 1825 amb la publicació del nou Diari del Museu de Bohèmia, del qual Palacký fou el primer editor. El periòdic fou el primer a publicar-se en txec i alemany, i l'edició txeca sobrevisqué per convertir-se en la principal publicació literària de Bohèmia. Palacký rebé una modesta pensió com a arxivista del comte Sternberg i el 1829 les autoritats bohèmies li concediren el títol d'historiògraf de Bohèmia, amb un salari petit, però hagueren de passar deu anys abans que les autoritats centrals de Viena no li concedissin la seva autorització.